# Hologram pro krále (film)
Hologram pro krále (v anglickém originále A Hologram for the King) je komediální drama z roku 2016. Režie, scénáře a hudby se ujal Tom Tykwer. Námětem byla stejnojmenná novela z roku 2012 od Daveho Eggerse. Hlavní role hrají Tom Hanks, Sidse Babett Knudsen, Tom Skerritt a Sarita Choudhury. Snímek se stal mezinárodní koprodukcí mezi státy Německo, Maďarsko a Spojené státy americké.
Film měl premiéru na Filmovém festivalu v Tribece 20. dubna 2016 a do kin byl oficiálně uveden 22. dubna 2016. V České republice měl premiéru 17. listopadu 2016. I přes pozitivní recenze od kritiků film finančně prodělal. Jeho rozpočet činil 30 milionů a vydělal 7,8 milionů dolarů. Pro Toma Hankse je to nejméně výdělečným filmem od Pokaždé se loučíme z roku 1986.

## Děj
V roce 2010, před začátkem Arabského jara, přijíždí 54letý americký obchodní manažer Alan Clay do Saúdské Arábie, aby zde králi Abdulláhovi představil a prodal moderní holografický systém pro telekonference. Clay, který pracuje pro technologickou společnost, se nachází pod značným tlakem – je čerstvě rozvedený, topí se v dluzích, prodal svůj dům pod cenou a zoufale potřebuje uspět, aby mohl financovat vysokoškolské studium své dcery. Jeho kariéra utrpěla během finanční krize a nese si také břemeno z předchozího zaměstnání ve společnosti Schwinn, kde byl zodpovědný za outsourcing výroby do Číny, což vedlo k masovému propouštění v USA.
Clay získal tuto pracovní příležitost pouze díky tomu, že se kdysi setkal s královým synovcem, což vedlo k příliš optimistickým očekáváním ze strany jeho zaměstnavatele. Po příletu do Džiddy začíná jeho mise komplikovanými událostmi. Kvůli časovému posunu pravidelně zaspává a místo organizovaného shuttlu musí využívat služeb místního řidiče Yousefa, aby se dostal do King's Metropolis of Economy and Trade – ambiciózního, ale z velké části nedokončeného projektu nového města uprostřed pouště.
Na místě Clay zjišťuje, že král ani jeho přímý kontakt Karim Al-Ahmed nejsou přítomni a nikdo není schopen říct, kdy se objeví. Jeho tým je nucen pracovat ve stanu před administrativní budovou, bez přístupu k internetu a bez zajištěného stravování. Během dlouhých dní čekání se Clay sbližuje s Yousefem, který mu svěřuje své obavy kvůli žárlivému manželovi ženy, do níž je zamilovaný. Clay také poznává dánskou manažerku Hanne, která mu sice nemůže pomoct s kontaktováním krále, ale nabízí mu alkohol maskovaný jako olivový olej.
Clayovy problémy se prohlubují – trápí ho cysta na zádech, kterou se jednou v opilosti pokusí sám vyříznout. To ho přivede do nemocnice, kde se seznámí s doktorkou Zahrou Hakeem. Mezi nimi se postupně rozvíjí osobní vztah. Clay se mezitím konečně setkává s Karimem Al-Ahmedem, který sice slibuje vyřešení problémů týmu, ale stále není schopen stanovit datum prezentace pro krále.
Po sérii dalších událostí, včetně panického záchvatu a víkendového výletu s Yousefem do hor, se Clay dozvídá, že jeho cysta obsahuje předrakovinové buňky. Zahra provede operaci a jejich vztah se dále prohlubuje přes e-mailovou komunikaci, která vede k tajnému setkání. Během něj si vyměňují osobní informace – Zahra prozradí, že má děti a prochází komplikovaným rozvodem. Jejich setkání vyvrcholí intimním sblížením v jejím plážovém domě.
Přestože Clay nakonec úspěšně prezentuje systém králi, zakázku získává čínská společnost, která nabídla podobný produkt za nižší cenu. Clay se však rozhodne zůstat v Saúdské Arábii, přijme dobře placenou práci prodejce nemovitostí v nedokončeném městě a píše své dceři, že našel nový pozitivní směr ve svém životě díky vztahu se Zahrou. Film tak zachycuje nejen obchodní misi, ale především osobní transformaci člověka v krizi, který v cizí zemi nachází nový začátek.

## Obsazení
| Tom Hanks            | Alan Clay      |
| Alexander Black      | Yousef         |
| Sarita Choudhury     | Zahra          |
| Sidse Babett Knudsen | Hanne          |
| Ben Whishaw          | Dave           |
| Tom Skerritt         | Ron            |
| Tracey Fairaway      | Kit            |
| David Menkin         | Brad           |
| Khalid Laith         | Karim Al-Ahmed |
| Rolf Saxon           | Joe Trivoli    |
| Jay Abdo             | Dr. Hadad      |

## Produkce

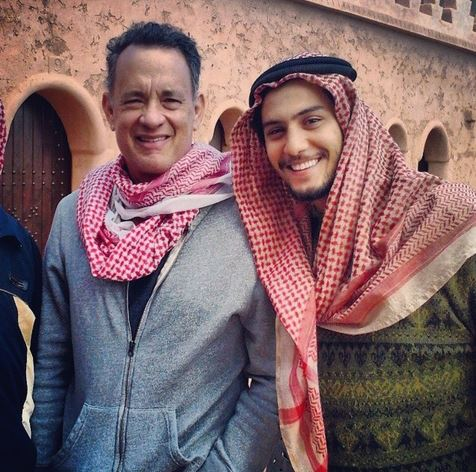
Tom Hanks na natáčení 13. března 2014

12. června 2013 Tom Tykwer potvrdil, že pracuje na filmové adaptaci novely Hologram pro krále od Davea Eggerse. Tykwer film zrežíroval a napsal k němu scénář. Natáčení začalo 6. března 2014 v Maroku. Také se natáčelo v Egyptě a Německu. Natáčení skončilo v červnu 2014.

## Přijetí
Na recenzní stránce Rotten Tomatoes získal ze 126 započtených recenzí 71 procent s průměrným ratingem 6,2 bodů z deseti. Na serveru Metacritic snímek získal z 30 recenzí 59 bodů ze sta. Na Česko-Slovenské filmové databázi snímek získal 61 %.

### Tržby
Snímek vydělal 1,1 milionu dolarů za první promítací víkend a umístil se na 11. místě žebříčku nejnavštěvovanějších filmů. Po celém světě film vydělal 8,3 milionů dolarů, stal se tak nejméně výdělečným filmem pro Toma Hankse v hlavní roli od Pokaždé se loučíme z roku 1986.